# Eupomatia
Eupomatia is een geslacht van struiken die voorkomen in Australië en Nieuw-Guinea. Het geslacht telt twee soorten. De witte bloemen hebben een bloemdek van vele tepalen.
Eupomatia is het enige geslacht in de familie Eupomatiaceae. Het wordt traditioneel beschouwd als primitief en ook het APG II-systeem (2003) geeft het een plaats tussen de primitieve bedektzadigen, in de orde Magnoliales.

## Soorten
- Eupomatia benettii F. Muell.
- Eupomatia laurina R. Br.